# Nimbus Hills
Nimbus Hills är en kulle i Antarktis. Den ligger i Västantarktis. Chile gör anspråk på området. Toppen på Nimbus Hills är 1 430 meter över havet, eller 10 meter över den omgivande terrängen. Bredden vid basen är 0,27 km.
Terrängen runt Nimbus Hills är huvudsakligen kuperad, men åt sydost är den platt. Trakten är obefolkad. Det finns inga samhällen i närheten.